# Lipodistrofia
La lipodistrofia es una condición patológica caracterizada por la ausencia focal o general de tejido adiposo. Frecuentemente,  también se produce la acumulación patológica de tejido adiposo o combinación de ambos. La pérdida de tejido adiposo se define como lipoatrofia y la acumulación como lipohipertrofia. Su etiología es múltiple y sus manifestaciones clínicas diversas, dependientes tanto de la gravedad de la enfermedad, como de sus causas y tiempo de evolución.
En función del grado de pérdida de tejido adiposo se determina la gravedad de las complicaciones metabólicas, pudiéndose diferenciar variedad localizada (zona pequeñas), variedad parcial (extremidades) y variedad generalizada (casi todo el cuerpo).
Las principales complicaciones de la lipodistrofia son de orden metabólico y mecánico-estéticas. Las alteraciones metabólicas pueden ser de tal gravedad que pueden poner en riesgo la vida de los pacientes.
Actualmente, las formas más comunes de lipodistrofia son las secundarias al uso de inhibidores de proteasa en el contexto de las HAART (highly active antiretroviral therapy: ‘terapias antirretrovirales altamente activas’) usadas en pacientes infectados con el VIH (virus de la inmunodeficiencia humana), y aunque en ellos la lipodistrofia suele ser parcial o focal, usualmente hay grados variables de compromiso metabólico, el que puede llegar a ser grave.
Por el contrario, las formas generalizadas de lipodistrofias suelen ser de causa genética, y aunque usualmente son de presentación congénita también existen formas que se manifiestan más tardíamente en la vida. Sin embargo, en todas ellas la disfunción metabólica es de regla muy grave, y antes de la introducción de la leptina estos síndromes eran farmacológicamente inmanejables y conducían inexorablemente a la muerte de los pacientes en edades muy tempranas.
El estudio de los síndromes lipodistróficos ha permitido comprender mejor la biología del tejido adiposo en su relación con el metabolismo corporal de energía, lípidos y carbohidratos. De hecho, la aparente paradoja de que tanto el exceso de tejido adiposo (obesidad) como su carencia extrema (lipodistrofia) conducen a las mismas alteraciones metabólicas, ha empezado a ser dilucidada, fundamentalmente gracias al estudio de modelos genéticos-experimentales de lipodistrofia y obesidad en ratones mutantes para los diversos genes involucrados en la adipogénesis (formación de tejido adiposo).

## Clasificación de lipodistrofias
La clasificación de lipodistrofia se basa en los parámetros de su adquisición (congénita y adquirida) y cómo se manifiesta la pérdida de tejido en el cuerpo. 
Se pueden diferenciar:
- Lipodistrofia Congénita Generaliza (LCG) (Berardinelle-Seip): pérdida generalizada de tejido adiposo y anomalías metabólicas que se manifiestan en la niñez.

- Lipodistrofia Familiar Parcial (LFP) (Dunnigan, Köbberling, mandibuloacral): pérdida de tejido adiposo durante la pubertad y anomalías metabólicas observadas durante la edad adulta.

- Lipodistrofia Adquirida Generalizada (LAG) (Síndrome de Lawrence): pérdida rápida (semanas) o gradual (años) de tejido adiposo en la niñez o adolescencia.

- Lipodistrofia Parcial Adquirida (LPA) (Barraquer-Simons): pérdida de tejido adiposo en la niñez o adolescencia con exceso de grasa en las extremidades inferiores.[2]

## Formas hereditarias
Los síndromes lipodistróficos pueden ser causados por anormalidades genéticas heredables. La forma más frecuente de lipodistrofia congénita generalizada, dentro de la rareza de esta condición, es la mutación del gen codificante para la enzima acil-glicerol-3-fosfato-acil-transferasa, isoforma 2 (agpat2), que participa centralmente en la biosíntesis de los triglicéridos. La carencia de esta enzima conduce, por mecanismos no esclarecidos aún, a la ausencia casi total de tejido adiposo en el ser humano, lo cual deriva en diversas complicaciones metabólicas tales como resistencia a la insulina, diabetes mellitus, hipertrigliceridemia e hígado graso.

## Tóxicos causantes de lipodistrofia

### Fármacos antirretrovirales:
Los fármacos antirretrovirales son fármacos específicos usados para el tratamiento de infecciones que son causadas por retrovirus, como por ejemplo el VIH. 
Tras la aparición de las HAART empezó a manifestarse un nuevo problema de toxicidad que afectaba a la distribución de la grasa corporal de aquellos pacientes que estaban siendo tratados con esta nueva terapia. A estas alteraciones se les denominó síndrome de lipodistrofia asociada al VIH.
El síndrome de lipodistrofia asociada a VIH es caracterizado por la aparición de trastornos morfológicos como la pérdida del tejido adiposo subcutáneo de las zonas periféricas y de la cara o su acumulación en las zonas centrales, y por la aparición de trastornos del metabolismo de lípidos y glucosa. Este síndrome representa una de las reacciones adversas más frecuentes e importantes relacionadas con los fármacos antirretrovirales, que además supone un claro inconveniente para la adherencia del paciente al tratamiento.
Estos efectos, se asocian especialmente a los fármacos inhibidores de proteasas, grupo en el que destaca el indinavir, y a los inhibidores de la transcriptasa inversa análogos de los nucleósidos (INTR). 
Una de las hipótesis actuales sobre el mecanismo tóxico que lo genera es que los inhibidores de proteasas poseen una alta afinidad por la proteína de unión del ácido retinoico citoplasmático tipo 1 (PUAR-1) (ya que su región C-terminal es casi un 60% homóloga al sitio catalítico de la proteasa del VIH) que regula la diferenciación y proliferación de los adipocitos, en especial en el tejido adiposo periférico. Por tanto, la interacción de fármacos como el indinavir con esta proteína lleva a un incremento de la apoptosis de los adipocitos periféricos y a la pérdida de tejido adiposo que se refleja en los pacientes con síndrome de lipodistrofia asociada a VIH. Otra hipótesis relaciona este efecto adverso con la inhibición de la DNA polimerasa mitocondrial por los INTR, ya que también lo manifiestan pacientes que no toman IP.
Por norma general, aunque no todos los pacientes con este tratamiento padecen este síndrome, a mayor tiempo con la infección y mayor tiempo de exposición al tratamiento antirretroviral, mayor es la prevalencia de la manifestación del síndrome de lipodistrofia asociada al VIH. 

### Insulina:
La insulina exógena es usada en el tratamiento de diabetes (fundamentalmente tipo I) en forma de inyecciones que el propio paciente se administra. Esta administración, requiere una técnica de aplicación adecuada que incorpore rotación del sitio de aplicación, ya que si se administra siempre en el mismo lugar puede dar lugar a lipohipertrofia e induración del tejido celular subcutáneo. Sin embargo, la falta de rotación no es el único factor del tratamiento que influye en la aparición de este efecto adverso, ya que también lo hacen otros como la longitud de la aguja, la profundidad del sitio de aplicación o el número de inyecciones diarias.
La aparición de lipohipertrofias ligadas a una inadecuada administración, además de presentar un problema estético, provocan una absorción errática de la insulina tras ser inyectada en esa zona, comprometiendo así la efectividad del tratamiento y por tanto el control glucémico del paciente.
Actualmente, la etiología exacta de este problema es desconocida. Sin embargo, se ha visto que los cristales de insulina pueden provocar una respuesta inmune local, en respuesta de la cual las células comienzan una hiperproducción local de factor de necrosis tumoral α que conlleva a la alteración de la diferenciación de los adipocitos. Por otra parte, aunque la incidencia de aparición de lipohipertrofia ha disminuido con las nuevas insulinas aún no ha desaparecido del todo e incluso varía entre la administración de insulina humana y la de sus análogos, siendo menor en el caso de los análogos.

## Tratamiento actual
Existen diversos tratamientos con eficacias variable según el tipo de lipodistrofia y el individuo a tratar. Su objetivo se centra en mejorar los trastornos metabólicos y las patologías producidas por el cambio en la distribución del tejido adiposo. 
La dieta y el ejercicio contribuyen a mejorar el estilo de vida, que será un punto importante para prevenir posibles complicaciones. 
Se recomienda seguir una dieta equilibrada por el alto riegos de padecer enfermedades cardiovasculares y diabetes, por lo que se recomienda que menos del 30% de las calorías diarias provengan de la grasa y los carbohidratos y las grasas monoinsaturadas deben proporcionar 60 a 70% de las calorías diarias.
No hay datos evidentes de que la dieta mediterránea mejore con carácter notorio la enfermedad, pero si sugiere que la dieta mediterránea, basada en verduras, frutas, cereales integrales y aceite de oliva; ingesta moderada de pescado, productos lácteos y alcohol; y el bajo consumo de carnes rojas, grasas saturadas y dulces puede beneficiar a las personas a disminuir los factores de riesgo cardiovascular, al mejorar la resistencia a la insulina y aumentar el colesterol HDL.
La suplementación con fibra, aceite de pescado que contiene altas dosis de ácidos grasos omega-3 y la vitamina E también pueden.
La realización de ejercicio físico con frecuencia puede ayudar a mejorar la obesidad y reducir los valores plasmáticos de colesterol y lípidos.
El resto de tratamientos están destinados a combatir la diabetes con el uso de Metformina y Tiazolidinedionas, a la mejora de la dislipemias con Estatinas; Fibratos, Niacina y Ezetimiba. 
En casos excepcionales, y para tratar las complicaciones psicosociales de la lipodistrofia, se realizan intervenciones quirúrgicas, como rellenos faciales o liposucciones.
Los estudios y ensayos con hormona del crecimiento (GH) y análogos de la hormona liberadora de la hormonas del crecimiento (GHRH) mostraron mejorar significativas en la obesidad y mejorar leves en la atrofia de extremidades así como en el perfil lipídico, sin embargo presentaron numerosos efectos secundarios, como edema periférico, mialgia,  intolerancia a la glucosa...